# Chocózwartkeeltrogon
De chocózwartkeeltrogon (Trogon cupreicauda) is een vogel uit de familie Trogonidae.

## Taxonomie
Dit taxon werd in 1914 door de Amerikaanse vogelkundige Frank Chapman geldig als ondersoort van de blauwkruintrogon (T. curucui)  beschreven, maar sinds 1945 als ondersoort beschouwd van de zwartkeeltrogon (T. rufus). In 2024 is dit taxon als aparte soort op de IOC World Bird List geplaatst.

## Verspreiding en leefgebied
Deze soort komt voor in Zuid-Amerika in het westen van Colombia en aangrenzend Ecuador.

## Status
De grootte van de populatie van de zwartkeeltrogon (met deze soort als ondersoort) werd in 2019 geschat op 0,5-5 miljoen volwassen vogels en kreeg van de IUCN  de status niet bedreigd.